# Podlehnik
Podlehnik (in tedesco Lichtenegg) è un comune di 1 945 abitanti della Slovenia nord-orientale.

## Località
Il comune di Podlehnik è diviso in 13 insediamenti (naselja):
| - Dežno pri Podlehniku - Gorca - Jablovec - Kozminci - Ložina - Podlehnik - Rodni Vrh | - Sedlašek - Spodnje Gruškovje - Stanošina - Strajna - Zakl - Zgornje Gruškovje |